# Vitello tonnato
Le vitello tonnato (ou vitel' tonné) est un plat typique piémontais, servi frais, préparé à partir de tranches de viande de veau, recouvertes d'une sauce à base de thon, de jaune d'oeuf, anchois, câpres, huile d'olive et relevée de jus de citron. Il est souvent consommé en été, en terrasse.
Il existe une version sicilienne de ce plat, où la sauce est réalisée à base de sardines à l'huile d'olive,.